# Felice Maria Cappello

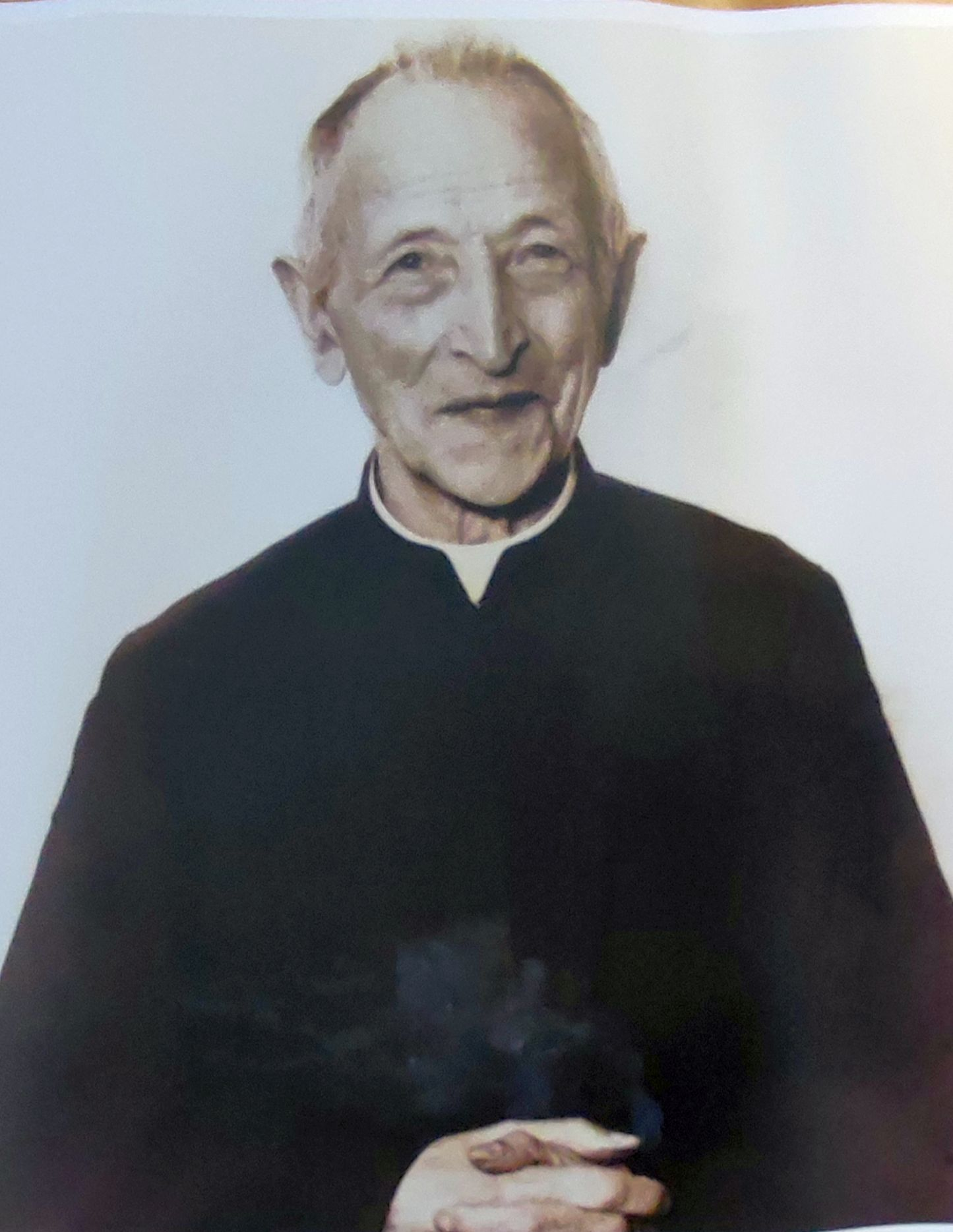
Felice Maria Cappello, foto circa 1960.

Felice Maria Cappello (Caviola, 8 ottobre 1879 – Roma, 25 marzo 1962) è stato un presbitero italiano, cattedratico alla Gregoriana e canonista di fama internazionale. Fedele al confessionale tanto da meritarsi gli appellativi di "confessore di Roma" e di "gesuita della misericordia", dal 2014 è servo di Dio.

## Biografia

### I primi anni

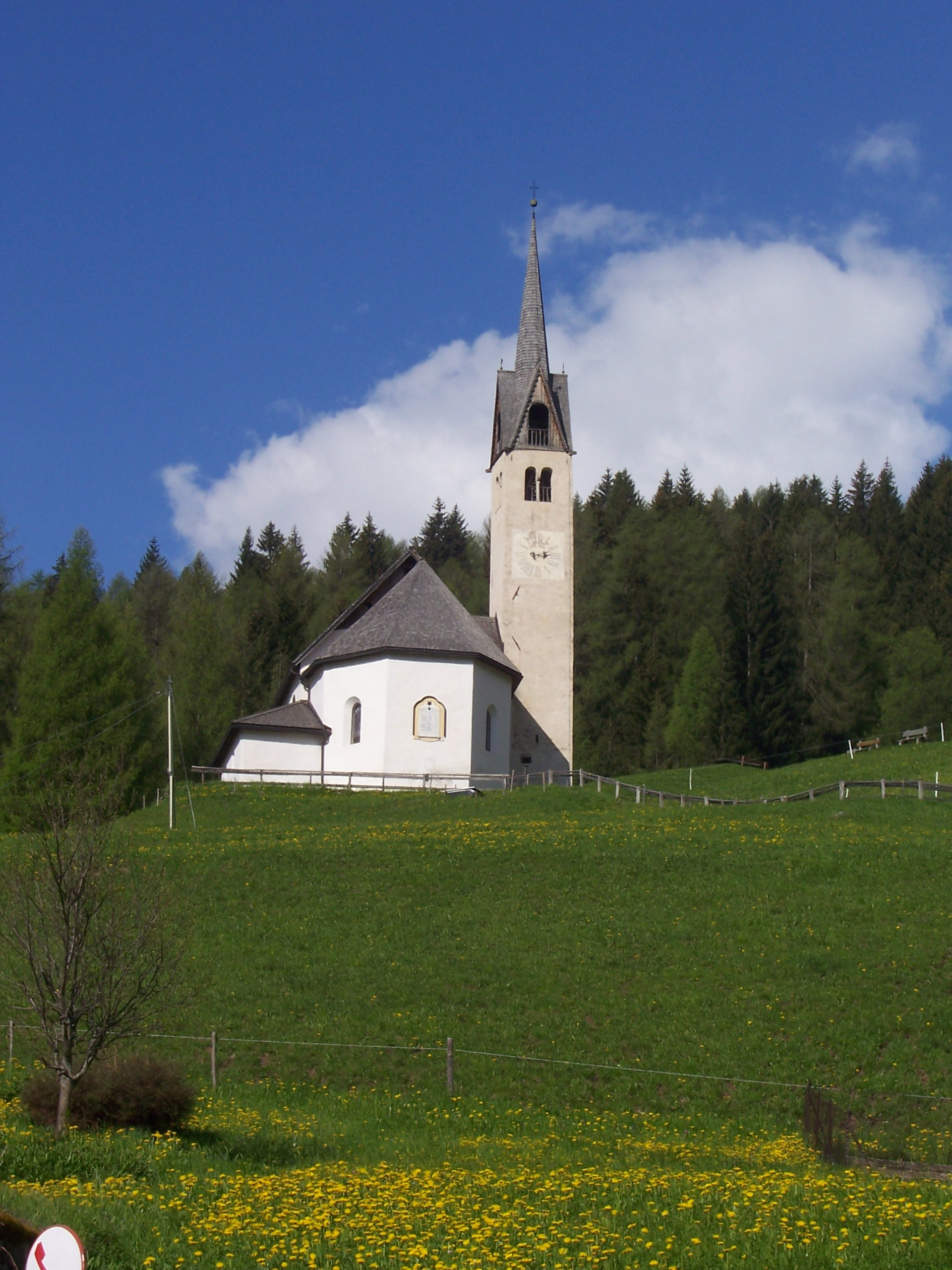
Caviola, paese natale di padre Felice Maria Cappello. Nella foto la chiesa della Madonna della Salute.

Felice Cappello nacque l'8 ottobre 1879 a Caviola e fu battezzato a Pieve di Forno di Canale nella grande chiesa della Pieve dedicata a san Giovanni Battista; allo stesso fonte battesimale sarà battezzato più tardi il suo lontano cugino Albino Luciani. Frequentò la scuola elementare presso la frazione di Marmolada con il fratello maggiore Luigi, proseguì gli studi a Forno di Canale, maturando interesse per la vocazione sacerdotale e distinguendosi per la memoria e per l'intelligenza: infatti terminò gli studi in seminario a soli 22 anni e dovette attendere 10 mesi prima di poter essere ordinato sacerdote il 20 aprile 1902.
Inviato come cappellano a Castion e a Sedico, si laureò nel 1904 in teologia presso la facoltà di Bologna, l'anno seguente in filosofia presso l'Accademia di San Tommaso a Roma ed ancora, un anno dopo, nel 1906, conseguì la laurea  in utroque iure all'Apollinare di Roma a pieni voti. Pubblicò il suo primo volume La conoscenza di Dio secondo la ragione e collaborò alla rivista La Civiltà Cattolica pubblicando tra gli altri anche articoli di natura politica; questa sua presa di posizione gli creò non pochi problemi nei confronti della gerarchia ecclesiastica che rimaneva fedele al motto Non expedit di Pio IX e al Sillabo. Nel 1906 tornò in seminario a Belluno come professore di diritto, di esegesi biblica e di ebraico; quando, nel 1909, venne fondato il settimanale diocesano di Belluno e Feltre, L'Amico del Popolo, il vescovo Giuseppe Foschiani lo volle alla direzione del giornale. Vi rimase però solo per sei mesi poiché, in seguito ad una visita apostolica, tutti gli insegnanti del seminario furono rimossi a causa di diverse accuse e contraccuse di modernismo e sostituiti dai padri stimmatini di Verona. In seguito scese a Roma senza trovare ospitalità presso alcuna congregazione.

### Gesuita a Lourdes
Deluso dagli avvenimenti, don Cappello si recò a Lourdes per chiedere alla Madonna la grazia dell'illuminazione sul futuro della propria vita. Dopo un'intera notte di preghiera presso la grotta, al mattino decise di seguire il suo amico padre Enrico Rosa e il 30 ottobre 1913, a 34 anni, entrò nel noviziato della Compagnia di Gesù. Compì la sua professione religiosa il 2 febbraio 1924, all'età di 45 anni: fu così che dal 1913 in poi, visse quasi esclusivamente a Roma, presso i Gesuiti, con pochissime visite estive presso il fratello don Luigi, anche lui diventato sacerdote, a Trichiana e ad Agordo.

### Il soggiorno a Roma

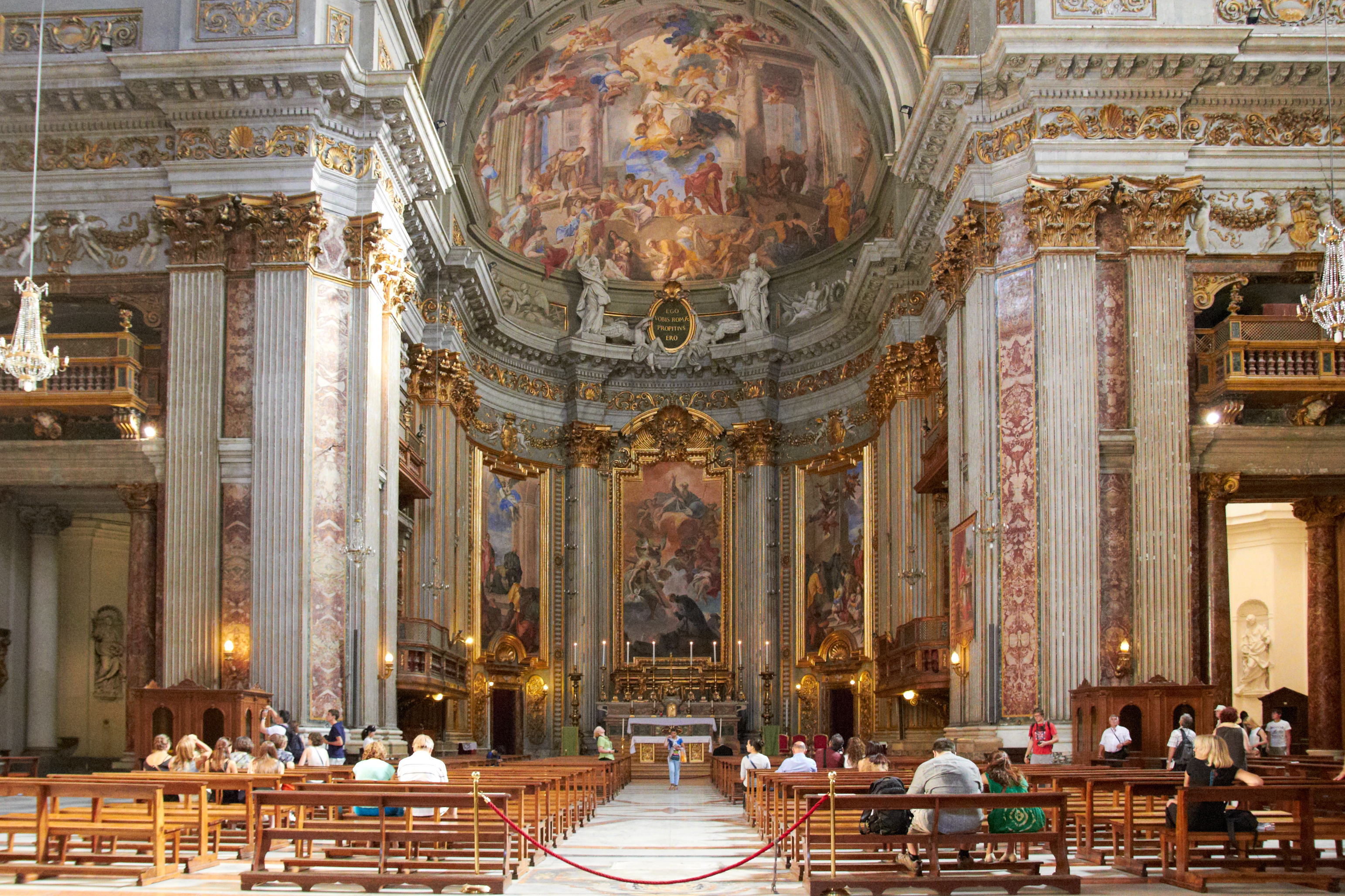
La chiesa di Sant'Ignazio di Loyola, a Roma

Dal 1914 al 1920 insegnò teologia morale e diritto canonico nel Pontificio Collegio Leoniano di Anagni. Nel 1920 passò ad insegnare alla Pontificia Università Gregoriana. Stimato come canonista e giurista di fama internazionale, fu autore di numerosi articoli, saggi e opere. Amico di don Orione, consigliere di don Calabria, di Chiara Lubich e Igino Giordani del Movimento dei Focolari, era ammirato dal futuro papa Luciani; ma la notorietà gli derivò, in particolare, dall'aver trascorso 40 anni come confessore nella chiesa di Sant'Ignazio di Loyola a Roma.
Fu consultore di vari dicasteri: Congregazione del Concilio (1923); Commissione Pontificia per l'interpretazione autentica del Diritto Canonico (1925); Congregazione Concistoriale (1929); Congregazione delle Chiese Orientali (1930); Congregazione dei Sacramenti. Dal 1947 al 1951 fu consultore della provincia romana della Compagnia di Gesù che lo nominò, nel 1953, sostituto del procuratore.

### Gli ultimi anni
Fedelissimo agli insegnamenti della Chiesa, non era un rigorista e ai suoi confratelli raccomandava sempre di usare comprensione, discrezione e paterna bontà verso i penitenti, per incoraggiarli a credere in Dio e nella sua misericordia; e a chi lo criticava per essere troppo “largo di manica”, rispondeva che “si deve giudicare il peccato, non il peccatore”. Educatore ed insegnante, è stato soprattutto un grande confessore. Confessioni brevi le sue, ma tali da trasmettere il senso della misericordia. Al suo confessionale si accostarono sempre un'infinità di fedeli che stavano pazientemente in fila anche per ore pur di poter confidarsi con lui: per questo meritò gli appellativi di "confessore di Roma" e di "gesuita della misericordia". Riuscì a convertire in punto di morte anche persone atee come Curzio Malaparte (battezzato da lui nel 1957) e Concetto Marchesi. Una volta qualcuno gli chiese se quando confessava a Sant'Ignazio avesse avuto delle conversioni e padre Cappello rispose: "Quasi ogni volta".
Si spense nelle prime ore del 25 marzo 1962, giorno dell'Annunciazione, colpito da una colica epatica e da collasso cardiaco. Giovanni XXIII fece inviare un telegramma dalla Segreteria di Stato in cui definì il religioso “specchio intemerato di virtù e zelo sacerdotale”. Il giorno del suo funerale presenziarono 20.000 persone.

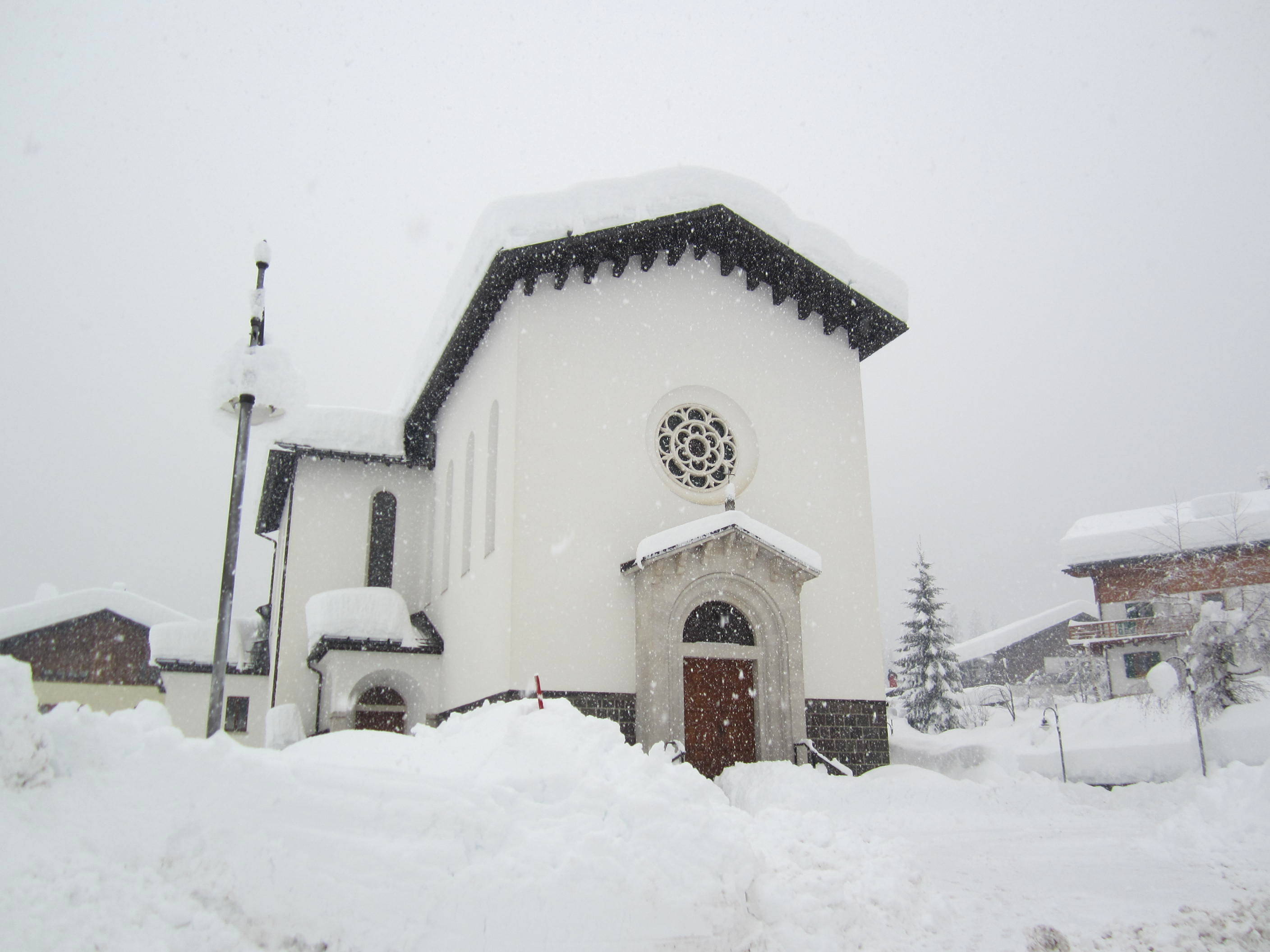
Chiesa parrocchiale di San Pio X di Caviola, dove furono celebrate le messe in onore di padre Felice Cappello.

Il processo di beatificazione si è iniziato il 13 giugno 1990 dal cardinale Ugo Poletti. In occasione del cinquantesimo anniversario dalla sua morte, il 25 marzo 2012 è stata celebrata nel suo paese natale una Messa in ricordo. Il 24 giugno 2014 si è conclusa la fase diocesana del processo di beatificazione. Padre Felice Maria Cappello è stato quindi dichiarato Servo di Dio.

## Opere

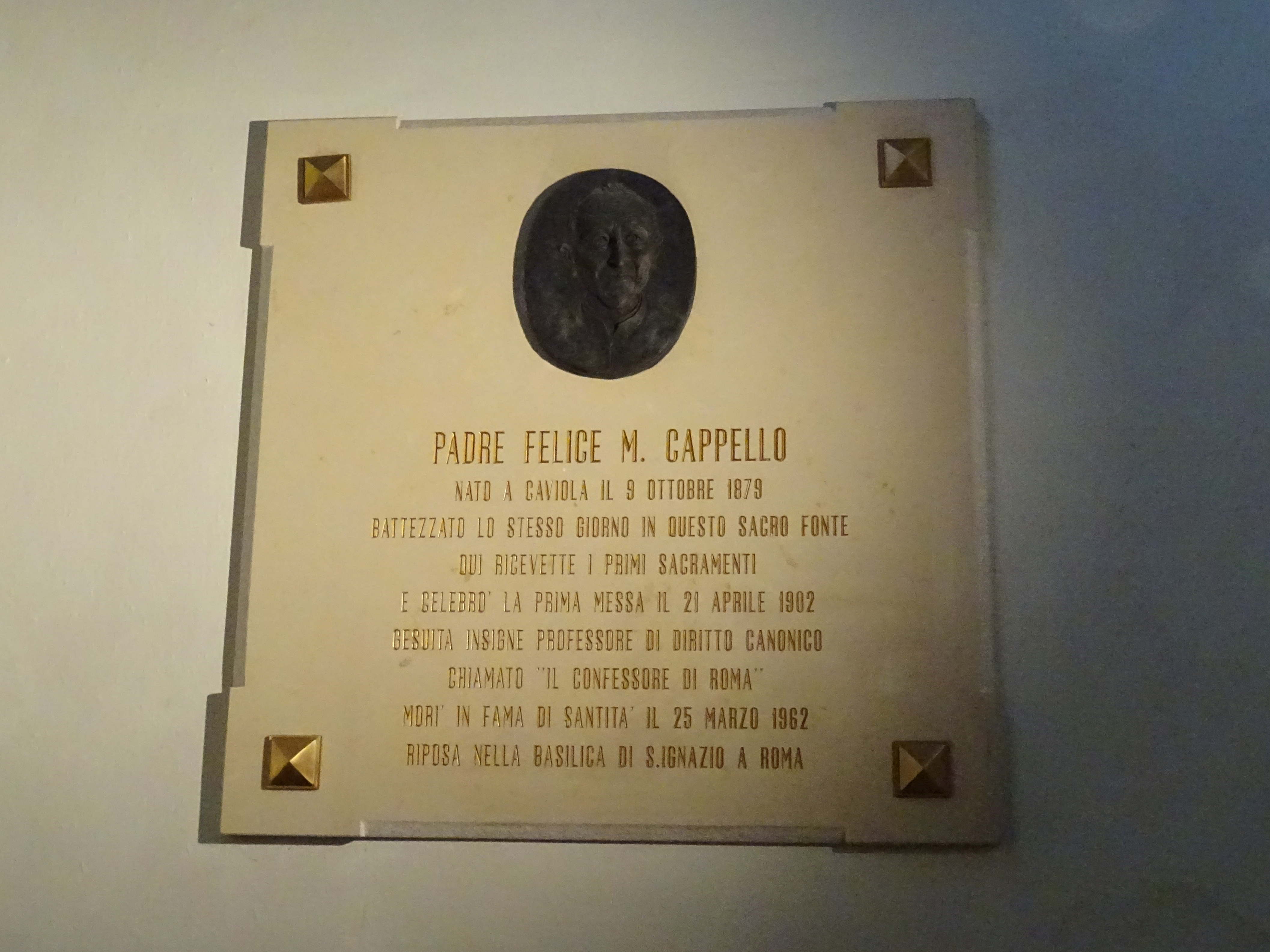
Targa a Felice Cappello nella chiesa di San Giovanni Battista di Canale d'Agordo

Ha scritto molto. Fu autore di pubblicazioni contenute in 5 volumi sui sacramenti, tra cui "De Matrimonio" (sette edizioni). Pubblicò anche articoli su Periodica, la rivista della facoltà di diritto canonico della Pontificia Università Gregoriana, e su La Civiltà Cattolica. Questa una sintesi:
- La questione dei cattolici alle urne, Belluno, 1904
- Nuova legislazione canonica circa gli sponsali ed il matrimonio, Torino, 1909, 130pp.
- Chiesa e Stato, Roma, 1910, 757pp.
- La Curia Romana secondo la sapiente riforma di Pio X, ossia autorità, competenza, materia delle Congregazioni, dei Tribunali e degli Offici della Santa Sede, Torino, 1910, 130pp.
- La riforma dei Seminari in Italia secondo la mente di Pio X, Monza, 1911, 87pp.
- Errori modernistici nello studio del Diritto pubblico ecclesiastico ossia la natura giuridica della Chiesa cattolica difesa contro le aberrazioni del modernismo e del semimodernismo, Roma, 1912, 156 pp.
- "Le relazioni fra la Chiesa e lo Stato nell'ora presente", Vicenza, 1913, 126pp.
- "Rassegna di Diritto Canonico"- "La separazione della Chiesa dallo Stato", in " La Civiltà Cattolica", 1916, III, 724-729
- "L'immunità ecclesiastica", in " La Civiltà Cattolica", 1917, I, 713-721
- "La Santa Comunione, Dubbi e Questioni" in " La Civiltà Cattolica", 1918, I, 352-359
- "I diritti o privilegi tollerati o concessi dalla Santa Sede ai governi civili", in "La Civiltà Cattolica", 1920, I, 385-400, 499-510, 1920, II, 119-132, 317-328, 1920, III, 109-124
- "Le teorie della scuola positivistica nella riforma del Codice penale italiano", in "La Civiltà Cattolica", 1921, III, 219-227; 1921, IV, 398-408.
- "La comunicazione <<in divinis>> con gli acattolici", in "La Civiltà Cattolica", 1921, II, 338-348; 1921, III, 22-32; 1921, IV, 503-515.
- " I Concordati e le Convenzioni coi governi civili secondo la parola del Papa", in "La Civiltà Cattolica", 1922, I, 14-26
- "Le teorie della scuola positivista nella riforma del Codice penale italiano", in "La Civiltà Cattolica", 1922, I, 395-406; 1922, II, 107-119; 419-432.
- "La nuova legge delle opere pie", in La Civiltà Cattolica, 1924, I, 394-402
- " La riforma della legge sulle opere pie", in La Civiltà Cattolica, 1924, II, 34-40
- " I Cardinali di S.R. Chiesa, in La Civiltà Cattolica, 1924, III, 495-507; 1924, IV, 205-215; 393-401.
- "Il nuovo Codice penale italiano", in "La Civiltà Cattolica", 1927, III, 481-489; 1927, IV, 193-200
- “La codificazione del Diritto orientale”, in “ La Civiltà Canonica”. 1930, II, 289-297
- “Il diritto matrimoniale delle Chiese Orientali”, in “La Civiltà Cattolica”, 1930, IV, 289-302
- "Intorno ai Patti Lateranensi" Rassegna delle principali pubblicazioni,in " La Civiltà Cattolica", 1932, I, 237-50
- " La condizione giuridica della Città del Vaticano", in " La Civiltà Cattolica", 1932, II, 105-116